# Doreto Campanari
Oswaldo Doreto Campanari (Marília, 7 de janeiro de 1930) é um médico e político brasileiro. Exerceu o mandato de deputado federal constituinte em 1988.

## Política
Eleito vereador de Marília pelo Movimento Democrático Brasileiro (MDB), partido que opôs o Regime Militar, ficando na Câmara Municipal até 1973.
Em 1974 e em 1978, foi eleito como deputado estadual pelo estado de São Paulo, ainda pelo mesmo partido. Em 1979, com a reorganização partidária resultada do fim do bipartidarismo, ingressou no Partido do Movimento Democrático Brasileiro (PMDB), partido criado da extinção do MDB.
Em novembro de 1982, concorreu novamente ao mesmo cargo mas alcançou apenas a segunda suplência, ainda pelo PMDB. No entanto, assumiu o mandato do deputado Mário Covas, devido ao pedido de licença deste para assumir a Secretaria Estadual de Transportes no governo de Franco Montoro (1983-1987). Campanari permanece ainda no Legislativo por mais tempo em decorrência da indicação de Covas para assumir como prefeito da cidade de São Paulo. Em 25 de abril de 1984, vota a favor da emenda Dante de Oliveira, votando mais tarde no candidato à presidência vitorioso Tancredo Neves, após a emenda não ter sido aprovada. Foi responsável por 102 projetos de lei, entre eles o que reduziu o tempo de serviço para obter estabilidade no emprego dos trabalhadores e o que instituiu jornada máxima de trabalho de 40 horas semanais e proibiu as horas extras. Deixa a Câmara em 1985, com a volta de Mário Covas após o fim de sua gestão na prefeitura de São Paulo.
Em 1986, é eleito deputado federal constituinte como representante do PMDB. Atuou como primeiro vice-presidente da Subcomissão dos Negros, Populações Indígenas, Pessoas Deficientes e Minorias, da Comissão da Ordem Social, e suplente da Subcomissão da Questão Urbana e Transporte, da Comissão da Ordem Econômica. Após a promulgação da nova Constituição em 5 de outubro de 1988, passa a exercer apenas o mandato ordinário na Câmara.
Em 1990, concorre à reeleição pelo PSDB, porém não obtém êxito. Deixa então a Câmara e passa a atuar no campo médico, pelo qual havia se formado em 1958, especializando-se na área de oftalmologia. Aposenta-se em 1992 do Centro de Saúde Marília, no qual fez parte durante 30 anos, focando suas atividades em consultório pessoal.
Em 2000, concorreu à vice-prefeitura de Marília, na chapa de Alonso Bezerra de Carvalho, pelo Partido dos Trabalhadores (PT), porém não é eleito.
Em 2008, disputa a candidatura como vereador do município de Marília pelo PT, porém obtém suplência.

## Vida Pessoal
Filho de João Doreto Campanari e de Maria Luíza Gilioli Doreto. Formado em medicina pela Universidade Federal do Paraná, especializado na área de oftalmologia. Em 1956, atuou como presidente da União Paranaense dos Estudantes Universitários, ocupando o cargo durante um ano. Em 1962, ingressou como médico oftalmologista no Centro de Saúde Marília.

Foi casado com Ester Pierini Doreto Campanari, com quem teve cinco filhos. Faleceu em Marília no dia 26 de julho de 2021.